# Fargesia vicina
Fargesia vicina är en gräsart som först beskrevs av Yi Li Keng, och fick sitt nu gällande namn av Tong Pei Yi. Fargesia vicina ingår i släktet bergbambusläktet, och familjen gräs. Inga underarter finns listade i Catalogue of Life.